# وزارت ترابری ایالات متحده آمریکا
وزارت ترابری ایالات متحدهٔ آمریکا (به انگلیسی: United States Department of Transportation) یکی از پانزده وزارتخانه دولت فدرال ایالات متحدهٔ آمریکا است. این وزارتخانه طبق قانون وزارات ترابری کنگره در ۱۵ اکتبر ۱۹۶۶ تأسیس و در ۱ آوریل ۱۹۶۷ شروع به کار کرد. وزیر ترابری مسئول این وزارتخانه هست.
مأموریت این وزارتخانه «تدوین و هماهنگی سیاست‌هایی است که سیستم حمل و نقل ملی کارآمد و اقتصادی را با توجه به نیاز، محیط زیست و دفاع ملی فراهم کند.»

## تاریخچه
قبل از وزارت ترابری، امور مربوط به این وزارتخانه توسط معاون ترابری وزیر بازرگانی انجام می‌شد. در سال ۱۹۶۵، ناجیب هالابی، مدیر آژانس هواپیمایی فدرال -اداره هوانوردی فدرال (FAA) - به رئیس‌جمهور ایالات متحده لیندون بی. جانسون پیشنهاد کرد که ترابری به یک وزارتخانه در سطح کابینه ارتقا یابد، و اداره هوانوردی فدرال در زیر مجموعه وزارت ترابری قرار گیرد. ایده داشتن وزارت ترابری فدرال برای اولین بار توسط رئیس‌جمهور سابق وودرو ویلسون در سالهای ۱۹۲۱ تا ۱۹۲۲ ارائه شد.